# Edward Misselden
Edward Misselden (* 1608; † 1654) war ein englischer Kaufmann und Autor ökonomischer Schriften, die als kennzeichnend gelten für das Zeitalter des Merkantilismus.

## Leben
Misselden war Mitglied der East India Company und verfasste 1622 und 1623 die beiden Schriften Free Trade und The Circke of Commerce. 1623 verließ er England da die East Indis Company ihn als Unterhändler in Amsterdam zu Vertragsverhandlungen nominierte. Während dieser Verhandlungen lernte er auch Thomas Mun (1571–1641) kennen. Misselden wurde 1623 Deputy-Governor der Gesellschaft der Merchant Adventurers in Delft und blieb dies bis 1633.

## Misseldens Theorie zu Geld und Warenhandel
„Die natürliche Materie des Handels ist die merchandize (Kaufmannsware): which merchants from the end of trade have stiled commodities (welche Händler aus Geschäftsgründen Gebrauchswerte genannt haben). Die künstliche Materie des Handels ist Geld, welches den Titel erhalten hat of sinewes of warre and of state (Nerv des Krieges und des Staates). Geld, obgleich es in Natur und Zeit nach der merchandize kommt, yet for as much as it is now in use has become the chiefe.“ Er vergleicht Ware und Geld mit den beiden Söhnen Jakobs, der seine rechte Hand auf den jüngeren und die linke auf den älteren legte.
Zu entgegengesetzten Rollen bei der Schatzbildung: „Je mehr der Vorrat in Waren wächst, um so mehr nimmt der als Schatz (in treasure) existierende ab.“
„Die allgemeine entfernte Ursache unseres Mangels an Gold ist der große Exzeß dieses Königreichs im Konsum von Waren fremder Länder, die sich uns statt als commodities als discommidities erproben, indem sie uns von ebenso vielem Schatze abschneiden, der sonst an die Stelle dieser Spielsachen (toys) importiert würde. Wir konsumieren unter uns einen viel zu großen Überfluß an Weinen von Spanien, Frankreich, Rheinland, Levante; die Rosinen von Spanien, die Korinthen der Levante, die Lawns (Sorte feiner Leinwand) und Cambrics (Batiste) von Hainaut, die Seidenzeuge von Italien, Zucker und Tabak von Westindien, die Gewürze von Ostindien, alles das ist kein absolutes Bedürfnis für uns, und dennoch werden diese Dinge gekauft mit hartem Gold.“
Misselden will das Gold und Silber wenigstens im Kreise der Christenheit halten: „Das Geld wird vermindert durch den Handel jenseits der Christenheit mit der Türkei, Persien und Ostindien. Diese Handelszweige werden größtenteils mit barem Geld geführt, jedoch ganz anders als die Handelszweige der Christenheit in sich selbst. Denn obgleich der Handel innerhalb der Christenheit mit barem Geld getrieben wird, ist doch das Geld fortwährend eingeschlossen innerhalb seiner Grenzen. Da ist in der Tat Strömung und Gegenströmung, Flut und Ebbe des Geldes in dem innerhalb der Christenheit geführten Handel, denn manchmal ist es reichlicher an einem Teil, mangelnder an einem andern, je nachdem ein Land Mangel hat und ein anderes Überfluß: es kommt und geht und wirbelt im Kreis der Christenheit, aber bleibt stets von seiner Linie umfangen. Aber das Geld, womit außerhalb der Christenheit in die oben angegebenen Länder hinausgehandelt wird, ist beständig ausgegeben und kehrt nie zurück.“

## Schriften
- Free Trade or, The Meanes To Make Trade Florish. Wherein, The Causes of the Decay of Trade in this Kingdome, are discovered: And the Remedies also to remoove the same, are represented. Propertius, nauita de ventis, de tauris narrat arator: Enumerat miles vulnera, pastor oues. London, Printed by John Legatt, for Simon Waterson, dwelling in Paules Church-yard at the Signe of the Crowne. 1622[6]
- The circle of commerce. Or The ballance of trade in defence of free trade: opposed to Malynes little fish and his great whale, and poized against them in the scale. Wherein also, exchanges in generall are considered: and therein the whole trade of this kingdome with forraine countries, is digested into a ballance of trade, for the benefite of the publique. Necessary for the present and future times.,  London : Printed by Iohn Dawson, für Nicholas Bourne, 1623